# Recours en carence
Le recours en carence vise à faire condamner une  institution européenne pour une abstention illégale au regard du droit de l'Union européenne. 
Ce recours est prévu par l'article 265 du traité sur le fonctionnement de l'Union européenne (ancien article 232 du traité instituant la Communauté européenne), il se fonde sur l'absence d'action des institutions européennes alors même que le droit de l'Union européenne impose une obligation d'agir.

## Conditions de recevabilité
Un recours en carence tend à faire reconnaître la violation d'un traité de l'Union par l'inertie des institutions. La recevabilité d'un tel recours est donc soumise à certaines conditions liées à l'auteur de la carence, à l'auteur du recours, et à l'obligation d'un recours préalable.

### Auteur de la carence
Seules peuvent faire l'objet d'un recours en carence le Conseil, le Conseil européen, la Commission, le Parlement européen et la Banque centrale européenne (BCE). La carence d'une institution est fautive dès lors qu'elle se trouve en situation de compétence liée. Autrement dit, l'institution s'abstient de statuer, alors même qu'elle est tenue d'agir et ne dispose d'aucune liberté de choix discrétionnaire. En revanche, les États membres ne peuvent être l'objet d'un recours en carence pour leurs abstentions, mais seulement d'un recours en manquement.

### Auteur du recours
Les requérants institutionnels peuvent introduire des recours en carence contre l'une des institutions précitées. Si les États membres et les autres institutions européennes ont généralement la qualité pour agir, la BCE ne peut exercer un recours en carence que dans son propre domaine de compétence.  Par ailleurs, les requérants particuliers, personnes morales et physiques, sont également admis à former des recours en carence, lorsqu'une des institutions a manqué de leur adresser un acte normatif.
La Cour de justice de l'Union européenne (CJUE) admet cependant les recours en carence à l'encontre d'actes dont ces requérants ne sont pas les destinataires formels mais qui les concernent directement et individuellement. Les personnes physiques et morales doivent donc non seulement démontrer un intérêt à agir mais également apporter la preuve que les abstentions les concernent directement et individuellement.

### Recours préalable obligatoire
Le recours en carence n'est recevable que lorsque l'institution a été invitée à agir, par une mise en demeure adressée dans un délai raisonnable. L'institution dispose alors d'un délai de deux mois pour prendre une décision. La prise de position peut, par exemple, prendre la forme de l'adoption de l'acte demandé, de l'adoption d'un acte autre que celui demandé ou d'un refus formel d'agir. La prise de position rend tout recours en carence irrecevable, même lorsque la prise de position intervient à l'expiration du délai de deux mois imparti.

## Recours
Lorsque l'institution concernée ne prend pas position dans le délai qui lui est imparti, le requérant dispose  d'un délai de deux mois pour introduire un recours en carence auprès de la  Cour de justice de l'Union européenne (Cour de justice ou  Tribunal). Tous les moyens de légalité interne peuvent être avancés devant le juge communautaire, à la condition d'avoir été préalablement formulés dans l'invitation à agir.
Lorsque la Cour de justice fait droit à la demande en carence, elle se contente de constater la carence. Mais elle ne peut pas se substituer à l'institution pour remédier à la carence. Il revient à l'institution mise en cause d'agir dans un délai raisonnable, et de prendre toutes les mesures que comporte l'exécution de la décision. En cas d'inaction de sa part, sa responsabilité extracontractuelle pourra être engagée sur le fondement de l'article 340 du traité sur le fonctionnement de l'Union.

## Sources

## Compléments